# Fabryka Broni „Łucznik”
Fabryka Broni „Łucznik” – Radom (do roku 2000 Zakłady Metalowe „Łucznik”) je polská firma se sídlem v Radomi vyrábějící palné zbraně. Společnost je součástí skupiny Polska Grupa Zbrojeniowa SA. Vznikla po úpadku původní firmy ZM Łucznik, z níž se oddělila také firma ASPA ELECTRO vlastnící ochrannou známku Łucznik. Ta je obchodní značkou domácích spotřebičů. Pod značkou Łucznik jsou vyráběny a prodávány především šicí stroje a overlocky, ale též řada dalších výrobků, jako jsou grily, vysavače, vysoušeče vlasů, žehlicí lisy, a další.

## Historie

### Období před druhou světovou válkou
Kořeny značky Łucznik lze nalézt v roce 1927 v německém městě Breslau (dnešní polské město Wrocław, česky Vratislav), kde existovala továrna zaměřená na výrobu průmyslového zboží.

### Období po druhé světové válce
Po druhé světové válce byla ve Wrocławi založena společnost ASPA, která se opět zaměřila na výrobu průmyslového zboží. Jednalo se především o výrobky pro vojenské použití, dále o vodoměry a různé železné odlitky. Vedle toho továrna ve Wrocławi dodávala součástky pro výrobu šicích strojů probíhající v továrně ve městě Radom. Výroba šicích strojů později přešla zcela pod Wrocławskou továrnu, kdy se polské šicí stroje vyráběly již pod značkou Łucznik.

### Současnost značky Łucznik
V souladu s novými trendy, které se ve výrobě domácí elektroniky prosadily, došlo k přesunu prvotní výroby do průmyslových závodů významných světových výrobců elektroniky a elektrotechniky na Dálném Východě. Zde jsou především šicí stroje a overlocky vyráběny pro všechny hlavní společnosti, včetně značky Łucznik. Klíčová část výroby však byla ponechána v Polsku, kde probíhá především konečná montáž, příprava pro prodej a kontrola kvality.